# 神灵寨国家森林公园
神灵寨国家森林公园，位于中國河南洛阳西南90公里的洛宁县县城东南26公里处。面积5300公顷（53平方公里），拥有2000种植物，300种动物。有大型石瀑群，名为“中华大石瀑”。曾是道教圣地，即神灵岳庙之玉皇宝殿。最高海拔为1859米，大小景点有160个，森林公园内有豫西最大的白皮松天然群落白皮松天然群落、中国最高纬度的原生态古竹林，神灵大峡谷等景观。